# The Butterfly Collection
The Butterfly Collection è il secondo ed ultimo LP del gruppo hardcore punk californiano The Nerve Agents. È stato pubblicato dalla Hellcat Records, ma distribuito dalla Epitaph Records a luglio del 2001.

## Descrizione
Dopo l'hardcore punk molto diretto di The Nerve Agents EP e le melodie improvvise di Days Of The White Owl, quest'ultimo album presenta un considerevole rallentamento nella maggior parte dei pezzi, inoltre le canzoni consistono di riff più angolari e melodie demenziali. Nonostante questo, le tracce difficilmente raggiungono i tre minuti ed i vocalismi di Ozenne sono, come al solito, pazze alternanze di urla e growl.
L'album ha ricevuto critiche sia positive che negative, le prime riguardanti la progressione musicale e la nuova direzione presa dal gruppo, mentre le seconde rivolte alla mancanza di originalità tipica di tutta la scena hardcore californiana.

## Tracce
- Tutti i testi sono stati scritti da Eric Ozenne, la musica è stata composta dai Nerve Agents tranne dove altrimenti indicato.

1. The Poisoning – 2:21
2. Crisis – 1:18
3. War Against! – 2:23
4. The Vice of Mrs. Grossly – 1:55
5. Madam Butterfly – 1:42
6. Princess Jasmine of Tinseltown – 2:31
7. What Then? – 1:53
8. The Legend of H. Gane Ciro – 2:05
9. But I Might Die Tonight (Yusuf Islam – 1:45
10. Metal Pig – 1:37
11. New Jersey – 1:34
12. So, Very Avoidable – 1:11
13. Oh, Ghost of Mine – 1:42
14. Frost – 2:27
15. The Cross – 12:09

La traccia 15, The Cross, è un pezzo al pianoforte strumentale che in realtà dura 3:10 minuti, i minuti rimanenti sono composti da una parte di silenzio e da suoni spettrali fino alla fine.

## Crediti
- Eric Ozenne – voce
- Tim "Timmy Stardust" Presley – chitarra
- Zac "The Butcher" Hunter – chitarra
- Dante Sigona – basso, piano
- Andy "Outbreak" Granelli – batteria
- Jade Puget e Zane Morris – voci di sfondo in But I Might Die Tonight
- Andy Ernst - produzione ed ingegneria del suono

L'album è stato registrato e mixato nello studio Art Of Ears di Hayward, California